# The Witch 魔女
『The Witch 魔女』（ザ ウィッチ まじょ、原題：마녀 ）は、2018年の韓国映画。

## ストーリー
特別な能力を持つ子どもたちが集められた施設から逃亡した8歳の少女は、牧場の草むらに倒れていたところをある酪農家の夫婦に拾われる。少女はジャユン（キム・ダミ）として実の子のように育てられ、10年が経過する。養母は認知症を発症し、牛の価格が暴落するなど生活は苦しく、ジャユン自身も手術が必要な脳の病気をかかえていた。親友のミョンヒの後押しもあり、優勝賞金5億ウォンのオーディション番組に出演したジャユンは得意の歌で優勝候補となるが、”魔女”とあだ名される元であるマジックを披露したことから、謎の集団から追われることになる。

## キャスト
※括弧内は日本語吹替
- ク・ジャユン：キム・ダミ（下山田綾華）
- ド・ミョンヒ：コ・ミンシ（松井暁波）
- ドクター・ペク：チョ・ミンス（日下由美）
- ミスター・チェ：パク・ヒスン（俊藤光利）
- 英語を話す男：チェ・ウシク（伊東健人）
- 英語を話す女：チョン·ダウン（天海由梨奈）
- ク先生（ジャユンの養父）: チェ・ジョンウ（丸山壮史）
- ク婦人（ジャユンの養母）: オ・ミヒ（髙梨愛）
- ド警察官（ミョンヒの父）: キム・ビョンオク（宮崎敦吉）

その他の日本語吹き替え - こばたけまさふみ、佐久間元輝、木村隼人、吉富英治、内野孝聡

## 受賞
- 第55回大鐘賞：新人女優賞(キム・ダミ)
- 第39回青龍映画賞：新人女優賞(キム・ダミ)
- 第27回釜日映画賞：新人女優賞(キム・ダミ)
- 第22回ファンタジア国際映画祭：シュバルルワル部門 最高女優賞(キム・ダミ)